# Campeonato de Escocia de Rugby 1979-80
El Campeonato de Escocia de Rugby (Scotland Division 1) de 1979-80 fue la séptima edición del principal torneo de rugby de Escocia.

## Sistema de disputa
El torneo se disputó en formato de todos contra todos en la que cada equipo enfrentó a cada uno de sus rivales.
El equipo que al finalizar el torneo obtuviera mayor cantidad de puntos, se coronó como campeón del torneo, mientras que los dos últimos descendieron directamente a la División 2.
Puntuación
Para ordenar a los equipos en la tabla de posiciones se los puntuará según los resultados obtenidos.
- 2 puntos por victoria.
- 1 puntos por empate.
- 0 puntos por derrota.

## Clasificación
| Equipo             |
| ------------------ |
| Gala RFC           |
| Heriot's FP        |
| Hawick RFC         |
| Boroughmuir RFC    |
| Kelso RFC          |
| Kilmarnock         |
| Melrose RFC        |
| Stewart's Melville |
| Watsonians         |
| West of Scotland   |
| Jordanhill         |
| Selkirk            |

|  | Campeón.                    |
|  | Descendido a la División 2. |

| Bandera de Escocia |
| Campeón Gala RFC   |
| Primer título      |